# Halve marathon van Porto

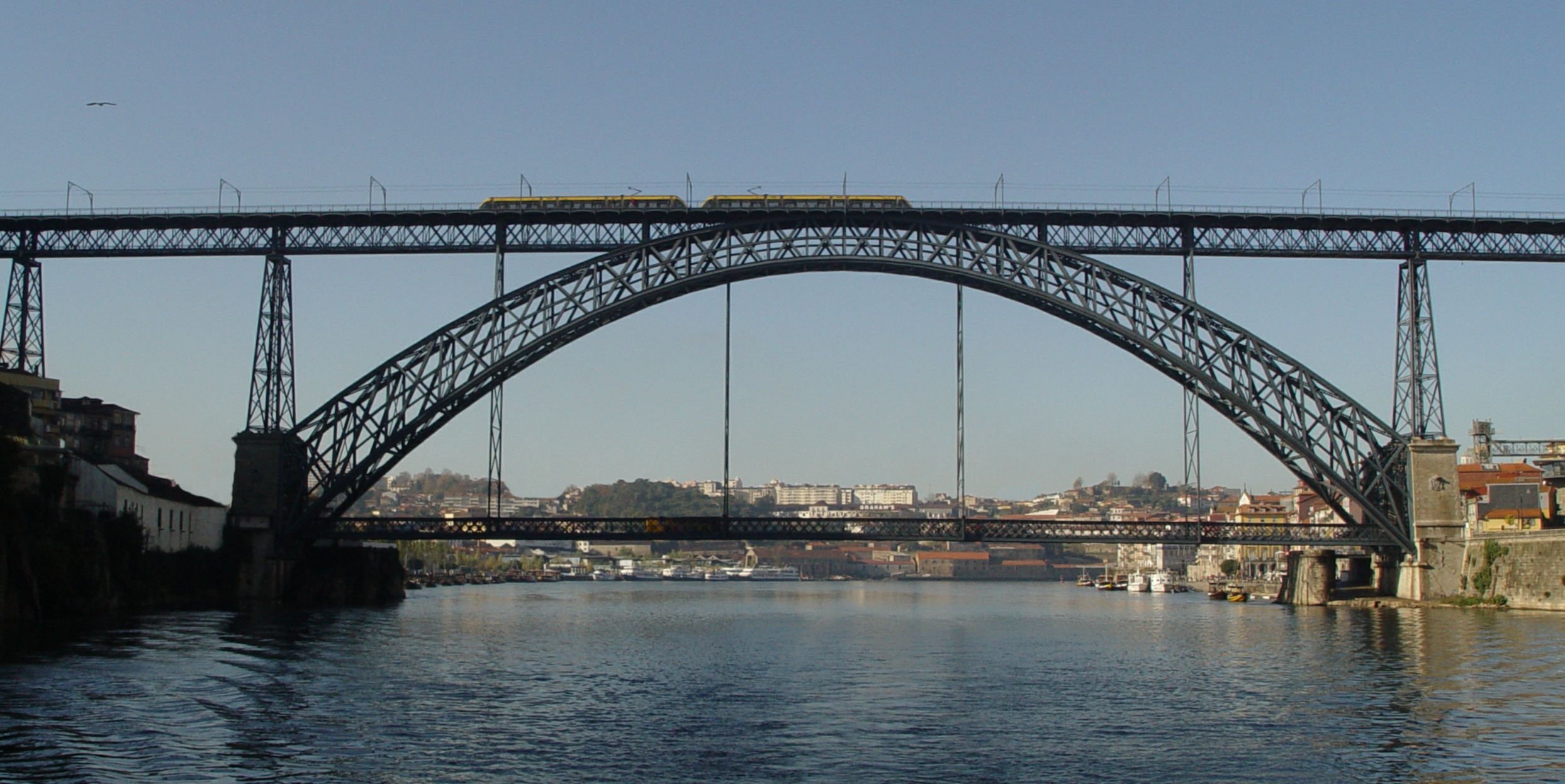
Luis I-brug

De halve marathon van Porto (Portugees: Meia-Maratona do Porto), is een hardloopwedstrijd over 21,1 km die jaarlijks in de Portugese stad Porto wordt gehouden. Het evenement vindt plaats midden september en het parcours kruist de rivier Douro over de Luis I-brug. Aan het evenement doen veel sterke elitelopers mee. Het parcoursrecord van 59.30 is in handen van Zersenay Tadese uit Eritrea.

## Uitslagen
| Editie | Jaar | Snelste man        | Land | Tijd    | Snelste vrouw              | Land | Tijd    |
| ------ | ---- | ------------------ | ---- | ------- | -------------------------- | ---- | ------- |
| 1      | 2007 | Jonathan Kipkorir  | KEN  | 1:01.39 | Lenah Cheruiyot            | KEN  | 1:11.23 |
| 2      | 2008 | Samuel Wanjiru     | KEN  | 1:01.24 | Pamela Chepchumba          | KEN  | 1:10.26 |
| 3      | 2009 | Haile Gebrselassie | ETH  | 1:00.04 | Pamela Chepchumba          | KEN  | 1:10.24 |
| 4      | 2010 | Stephen Kibet      | KEN  | 1:00.09 | Berhane Adere              | ETH  | 1:13.49 |
| 5      | 2011 | Zersenay Tadese    | ERI  | 59.30   | Doris Changeywo            | KEN  | 1:10.36 |
| 6      | 2012 | Benson Barus       | KEN  | 1:01.44 | Alice Mogire               | KEN  | 1:10.23 |
| 7      | 2013 | Samuel Ndungu      | KEN  | 1:01.48 | Mercy Kibarus              | KEN  | 1:11.11 |
| 8      | 2014 | Bernard Kipyego    | KEN  | 1:00.38 | Purity Cherotich Rionoripo | KEN  | 1:10.40 |
| 9      | 2015 | Emmanuel Bor       | KEN  | 1:01.06 | Monica Jepkoech            | KEN  | 1:10.26 |
| 10     | 2016 | Daniel Rotich      | UGA  | 1:00.59 | Nao Isaka                  | JPN  | 1:12.12 |
| 11     | 2017 | Abraham Kiptum     | KEN  | 1:00.06 | Monica Jepkoech Mengich    | KEN  | 1:09.23 |